# Somedaydream
Rez Toledo, född 28 november 1990 i Metro Manila, mer känd som Somedaydream, är en filippinsk sångare och synthspelare.

## Karriär
Rez Toledo började lägga upp sin musik som han skapat själv på Myspace och blev väldigt populär bland sina vänner. Snart blev han upptäckt av artisten Champ Lui Pio som hjälpte honom producera sitt första album och blev hans manager.
Han blev känd i februari 2011 för sin debutsingel "Hey Daydreamer" som länge toppade landets musiklistor. Låten blev populär då den användes i en reklamfilm för Cornetto. Med Champ Lui Pios skivbolag Mecca Music spelades en officiell musikvideo till "Hey Daydreamer" in. Det finns även en akustisk version av låten. I augusti 2011 släppte han sin andra singel "Delivery Boys". Hans självbetitlade debutalbum Somedaydream släpptes den 29 november 2011. Albumet innehåller sju låtar som han skrivit själv och som enligt honom handlar om personliga erfarenheter. Han har redan tagit emot flera nationella priser för sin musik.
Somedaydream har fått influenser från liknande projekt som Owl City och The Secret Handshake. Hans fans kallar sig själva för "Dreamers" (Drömmare).

## Diskografi

### Album
- 2011 - Somedaydream

1. "Prelude"
2. "Hey Daydreamer"
3. "Do-Do With You"
4. "Delivery Boys"
5. "Break"
6. "Sing This Song"
7. "Hey Daydreamer" (akustisk)

### Singlar
- 2011 - "Hey Daydreamer"
- 2011 - "Delivery Boys"

## Priser
- Breakthrough Artist - Yahoo! OMG! Awards
- Song of the Year - OPM Awards ("Hey Daydreamer")
- Male Artist - OPM Awards